# Bandy Lee

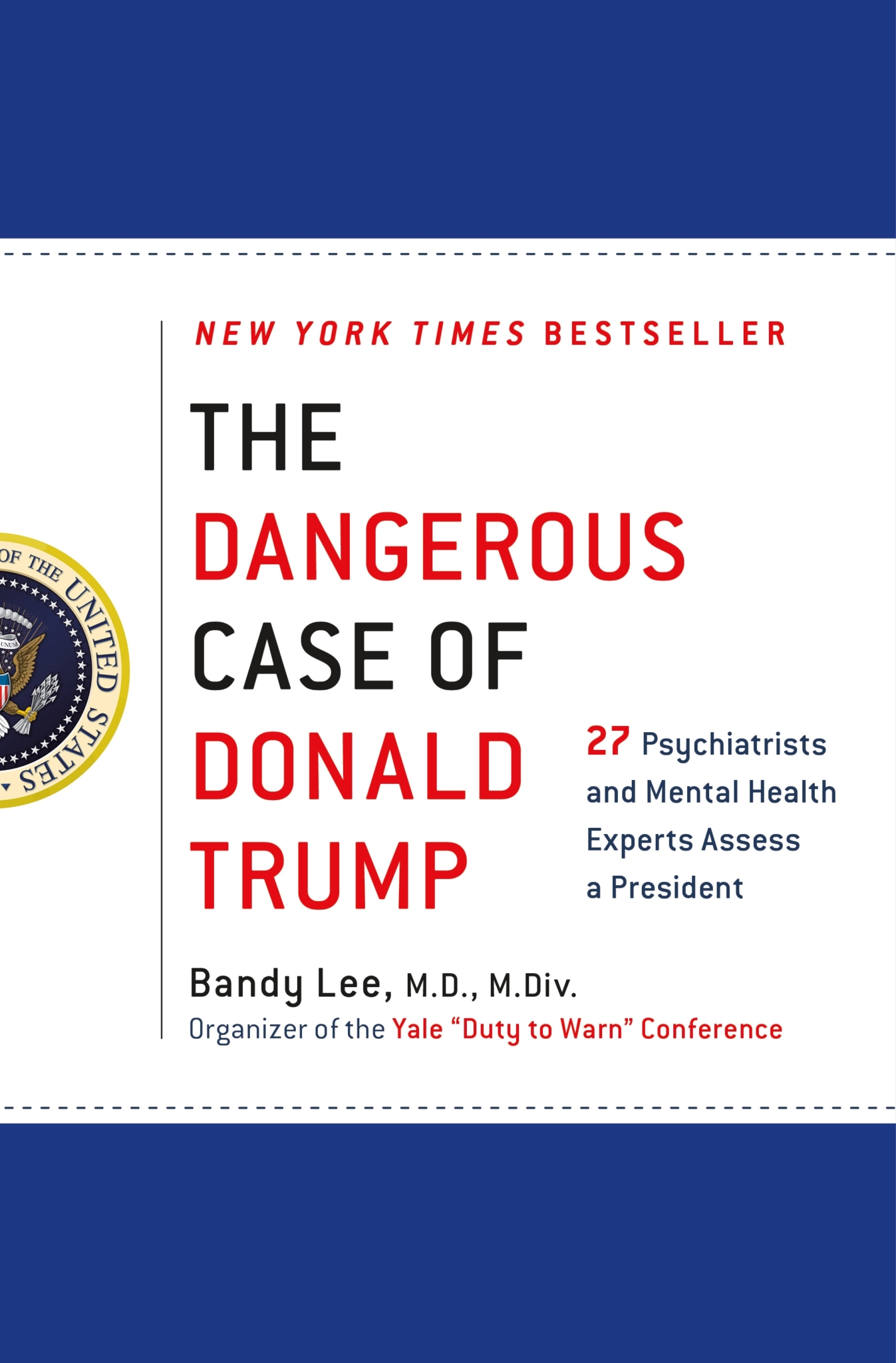
Buchtitel

Bandy Xenobia Lee (* 27. Mai 1970 in New York City) ist eine US-amerikanische Psychiaterin.

## Werdegang und öffentliche Wirksamkeit
Lee wurde an der Yale University promoviert und spezialisierte sich auf Gewaltprävention. Sie war von 2003 bis 2020 Professorin in Yale und organisierte dort 2017 eine Konferenz über die Gefahren, die vom psychischen Gesundheitszustand des damaligen US-Präsidenten Donald Trump ausgehen. Sie publizierte dazu ein Buch, das auf der Bestseller-Liste der New York Times geführt wurde und auch von John F. Kelly, dem damaligen Stabschef des Präsidenten, konsultiert wurde.
Am 17. Mai 2020 wurde Lee von der Yale University entlassen. Sie verklagte die Universität daraufhin, da die Universität sie aufgrund ihrer öffentlichen Aussagen zu Donald Trump entlassen habe, was ihr Recht auf freie Meinungsäußerung verletzte habe.

## Veröffentlichungen (Auswahl)
- The Dangerous Case of Donald Trump: 27 Psychiatrists and Mental Health Experts Assess a President. Thomas Dunne Books, New York 2017, ISBN 978-1-250-17945-6.
- mit John Adlam und Tilman Kluttig: Violent States and Creative States: From the Global to the Individual. (= Band 1, Structural Violence and Creative Structures), Jessica Kingsley Publishers, London 2018, ISBN 978-1-78592-564-1.
- mit John Adlam und Tilman Kluttig: Violent States and Creative States: From the Global to the Individual. (= Band 2, Human Violence and Creative Humanity), Jessica Kingsley Publishers, London 2018, ISBN 978-1-78592-565-8.
- Violence: An Interdisciplinary Approach to Causes, Consequences, and Cures. Wiley-Blackwell, Hoboken NJ 2019, ISBN 978-1-119-24069-3
- The Dangerous Case of Donald Trump: 37 Psychiatrists and Mental Health Experts Assess a President. Thomas Dunne Books, New York 2019, ISBN 978-1-250-21286-3.
- Profile of a Nation: Trump's Mind, America's Soul. World Mental Health Coalition, New York 2020, ISBN 978-1-73555-374-0.
- The More Dangerous Case of Donald Trump: 40 Psychiatrists and Mental Health Experts Warn Anew. World Mental Health Coalition, New York 2024, ISBN 979-8-990-05337-3.
- The Much More Dangerous Case of Donald Trump: 50 Psychiatrists and Mental Health Experts Warn Anew. World Mental Health Coalition, New York 2025, ISBN 979-8-990-05338-0.